# K.K.Kity
K.K.Kity는 일본의 남성 아이돌 그룹이다. 쟈니즈 사무소에 소속하는 쟈니즈 Jr.로 구성된다. 구 명은 〈J-Support〉. 2001년 10월부터 약 2년 간 활동했다.

## 멤버
- K 코야마 케이치로 (小山慶一郎, 1984년 5월 1일 ~ ) NEWS
- K 카토 시게아키 (加藤シゲアキ, 1987년 7월 11일 ~ ) NEWS
- K 쿠사노 히로노리 (草野博紀, 1988년 2월 15일 ~ ) 사무소 퇴사
- i 이이다 쿄헤이 (飯田恭平, 1987년 11월 18일 ~ ) 사무소 퇴사
- t 타케우치 코타로 (武内幸太朗, 1986년 10월 2일 ~ ) 사무소 퇴사
- y 요코오 와타루 (よこ横尾渉, 1986년 5월 16일 ~ ) Kis-My-Ft2

## 개요
2001년 10월, 버라이어티 프로그램 《재팬☆워커》의 기획의 일환으로서 도모토 코이치(KinKi Kids) 프로듀스 아래, 멤버가 모아져 〈J-Support〉를 결성. 본인들의 의향으로, 리더는 코야마, 부지도자는 카토가 맡는다. 〈코이치 계획〉이라고 이름이 붙여진 동 기획은, 새로운 유닛을 만들어, 프로그램으로부터 데뷔시키는 것을 목적으로 해, 동 프로그램에서는 멤버 소집으로부터 오리지널 곡 〈Private Hearts〉를 피로하기에 이를 때까지의 모습을, 전17회에 걸쳐 방송했다.
후에, 유닛명을 멤버의 이니셜로부터 1문자씩 잡아, 〈K.K.Kity〉로 개명해, 초난강의 〈사랑의 노래~정말 사랑해요~〉나, 타키 앤 츠바사의 〈꿈 이야기〉의 백 댄서를 맡거나 버라이어티 프로그램 《Ya-Ya-yah》나 《더 소년구락부》에 출연한다.
2003년 9월, 코야마·카토·쿠사노가 NEWS의 멤버로 선택되어 당분간은 K.K.Kity와의 양립을 도모하는 것도 좌절. 남은 이이다·타케우치·요코오가 ity로서 활동하지만, 그 후, 이이다·요코오가 Kis-My-Ft.(후의 Kis-My-Ft.2), 타케우치가 M.A.D.로서 활동해 나가게 되어, K.K.Kity로서의 활동을 끝냈다.

## 오리지널 곡
Private Hearts
결성시에 도모토 코이치가 K.K.Kity를 위해서 만든 악곡. 후에 NEWS의 곡으로서, 싱글 《NEWS 일본》에 수록된다. NEWS의 첫 콘서트 〈A Happy "NEWS" year 2004 신춘〉에서 피로했을 때에, 백 댄서로서 이이다·타케우치·요코오가 참가한 영상은, DVD 《NEWS 일본 0304》에서 볼 수 있다. 또, 2006년에는 도모토 자신이 〈UNBREAKABLE〉라고 하는 타이틀로 셀프 커버하고 있는 것 외, 2012년 6월 발매의 《NEWS BEST》 초회반 Disc2 《UNRELEASED BEST》에 코야마의 솔로곡으로서 수록되고 있다.
Stand Up
라이트 세이드 프레드 (en:Right Said Fred) 〈Stand Up For The Champion?〉의 커버 곡. 《월드컵 배구 2003》에서 타임 아웃 사이에 사용된다. 다음 해, NEWS의 곡으로서 《제35회 봄 고교 발레 전국 대회》 이미지 송으로 선택되어, 싱글 《희망~Yell~》이나 앨범 《touch》에 수록된다.
千年のLove Song / 천년의 Love Song
후에 사비나 간주 부분에 랩이 더해지고, Kis-My-Ft2가 노래하게 된다.

## 같이 보기
- 도모토 코이치 - 그룹 결성의 계기가 된 인물. 오리지널 곡 〈Private Hearts〉를 제공.
- NEWS - 코야마·카토가 소속한다.
- Kis-My-Ft2 - 요코오가 소속한다.